# Sound of Mull
Sound of Mull (gael. Sunda Muile) - wąska cieśnina pomiędzy wyspą Mull należącą do Hebrydów Wewnętrznych, a Szkocją. 
Cieśniną prowadzą główne szlaki morskie z Oban na Hebrydy Zewnętrzne. Amplitudy pływów morskich przekraczają 4 metry.
W 1954 roku w cieśninie zatonął szwedzki statek SS Hispania.